# Cebus kaapori
Cebus kaapori là một loài động vật có vú trong họ Cebidae, bộ Linh trưởng. Loài này được Queiroz miêu tả năm 1992.